# Conocyathus gracilis
Conocyathus gracilis är en korallart som beskrevs av Stephen D. Cairns 1998. Conocyathus gracilis ingår i släktet Conocyathus och familjen Turbinoliidae. Inga underarter finns listade i Catalogue of Life.